# Permodalan Nasional Berhad
Permodalan Nasional Berhad (PNB) è l'impresa malaysiana più grande nella gestione di fondi, nata il 17 marzo 1978.
Il quartier generale è Jalan Tun Razak, Kuala Lumpur presso l'edificio Tabung Haji.
PNB è la compagnia madre di Amanah Saham Nasional Berhad (ASNB), ed è una consociata interamente controllata di Yayasan Pelaburan Bumiputra.